# Frontenac (Missouri)
Frontenac – miasto w Stanach Zjednoczonych, w stanie Missouri, w hrabstwie St. Louis.